# Anton Joachimsthaler
Anton Joachimsthaler (* 1930 in Hohenelbe, Tschechoslowakei) ist ein deutscher Historiker und Elektrotechniker. Er wurde vor allem bekannt durch seine Forschungen zur Jugend und den Anfängen des deutschen Diktators Adolf Hitler (Korrektur einer Biografie).

## Leben
Joachimsthaler wurde im Sudetenland geboren. Er studierte am Oskar-von-Miller-Polytechnikum, einer Vorgängerinstitution der Fachhochschule München Elektrotechnik. Danach war er seit 1956 bei der Deutschen Bundesbahn im maschinentechnischen und elektrotechnischen Dienst an verschiedenen Stellen tätig, zuletzt als Abteilungsleiter im Ausbesserungswerk München-Freimann. Seit 1969 beschäftigte er sich nebenberuflich mit Zeit- und Eisenbahngeschichte. Seit den 1970er Jahren publizierte er über Technik- und Zeitgeschichte und war als Mitarbeiter und Berater bei zeitgeschichtlichen Fernsehsendungen des ZDF (Hitler als Privatmann) tätig. Viel beachtet wurde insbesondere sein Werk Korrektur einer Biografie, worin er viele zuvor nur wenig bekannte Fakten zu Hitlers Jugendjahren einer breiteren Öffentlichkeit bekannt machte.

## Hitler-Forschung
Joachimsthaler ist vor allem durch seine Beiträge zur Erforschung des Lebens Adolf Hitlers bekannt geworden. In diesem Zusammenhang konnte er durch seine Nachforschungen im Stadtarchiv Linz etwa feststellen, dass die Linzerin Stefanie Rabatsch, zu der Hitler nach Aussagen seines Jugendfreundes August Kubizek eine schwärmerische Jugendliebe gefasst hatte, mit Geburtsnamen Isak hieß. Die Tatsache, dass Hitler in den Linzer Jahren ein romantisches Interesse an einem Mädchen hatte, das zwar keine Jüdin war, aber einen jüdisch klingenden Namen hatte, mache laut Joachimsthaler eine ernsthaft antisemitische Einstellung des späteren Diktators bereits zu dieser Zeit höchst unwahrscheinlich.
Ein wesentliches eisenbahnhistorisches Forschungsfeld Joachimsthalers war die von Hitler gewünschte Breitspurbahn mit einer Spurweite von 3000 Millimetern, also mehr als doppelt so breit wie die europäische Normalspur von 1435 Millimetern.

## Schriften
Als Autor:
- Entwicklungsgeschichte der elektrischen Lokomotiven. In: 100 Jahre elektrische Eisenbahn. Keller Verlag, Starnberg 1980, ISBN 3-7808-0125-6, Seite 22 ff.
- Bundesbahn-Ausbesserungswerk München-Freimann. Geschichte, Menschen, Fahrzeuge 1925–1985. Bundesbahn-Ausbesserungswerk München-Freimann, München 1985.
- Die Breitspurbahn: Das Projekt zur Erschließung des groß-europäischen Raumes 1942–1945. Verlag Herbig, München 1985, ISBN 3-7766-1352-1.
- Korrektur einer Biografie. Adolf Hitler 1908–1920. München 1989.
- Hitlers Weg begann in München. 1913–1923. München 2000, ISBN 3-7766-2155-9 (überarbeitete Fassung von „Korrektur einer Biografie“; Geleitwort von Ian Kershaw).
- Hitlers Liste. Ein Dokument persönlicher Beziehungen. Herbig, München 2003, ISBN 978-3-7766-2328-4.
- Hitlers Ende – Legenden und Dokumente. Herbig, München 2004, ISBN 978-3-7766-2383-3.
- Aufsatz: Hitlers Eintritt in die Politik und die Anfänge der NSDAP.  In: München — »Hauptstadt der Bewegung«. Bayerns Metropole und der Nationalsozialismus. Katalog zum Ausstellungsprojekt des Münchner Stadtmuseums in Verbindung mit dem Stadtarchiv München. Hrsg. von Richard Bauer, Ed. Minerva, Wolfratshausen 2002, ISBN 978-3-932353-63-5.

Als Herausgeber:
- Christa Schroeder: Er war mein Chef. Aus dem Nachlaß der Sekretärin von Adolf Hitler. Langen-Müller, München u. a. 1985, ISBN 3-7844-2059-1 (5., überarbeitete Auflage, ebenda 1992).

## Weblink
- Literatur von und über Anton Joachimsthaler im Katalog der Deutschen Nationalbibliothek